# São Paulo Street Circuit
Der São Paulo Street Circuit (ehemals Streets of São Paulo; in Brasilien üblicherweise als Circuito do Anhembi bezeichnet) ist ein Stadtkurs in São Paulo, Brasilien. Von 2010 bis 2013 fand auf dieser Rennstrecke viermal das Itaipava São Paulo Indy 300 presented by Nestle, ein Rennen der IndyCar Series, statt. Seit 2023 kommt eine verkürzte Variante des Kurses in der Formel E zur Anwendung.

## Geschichte

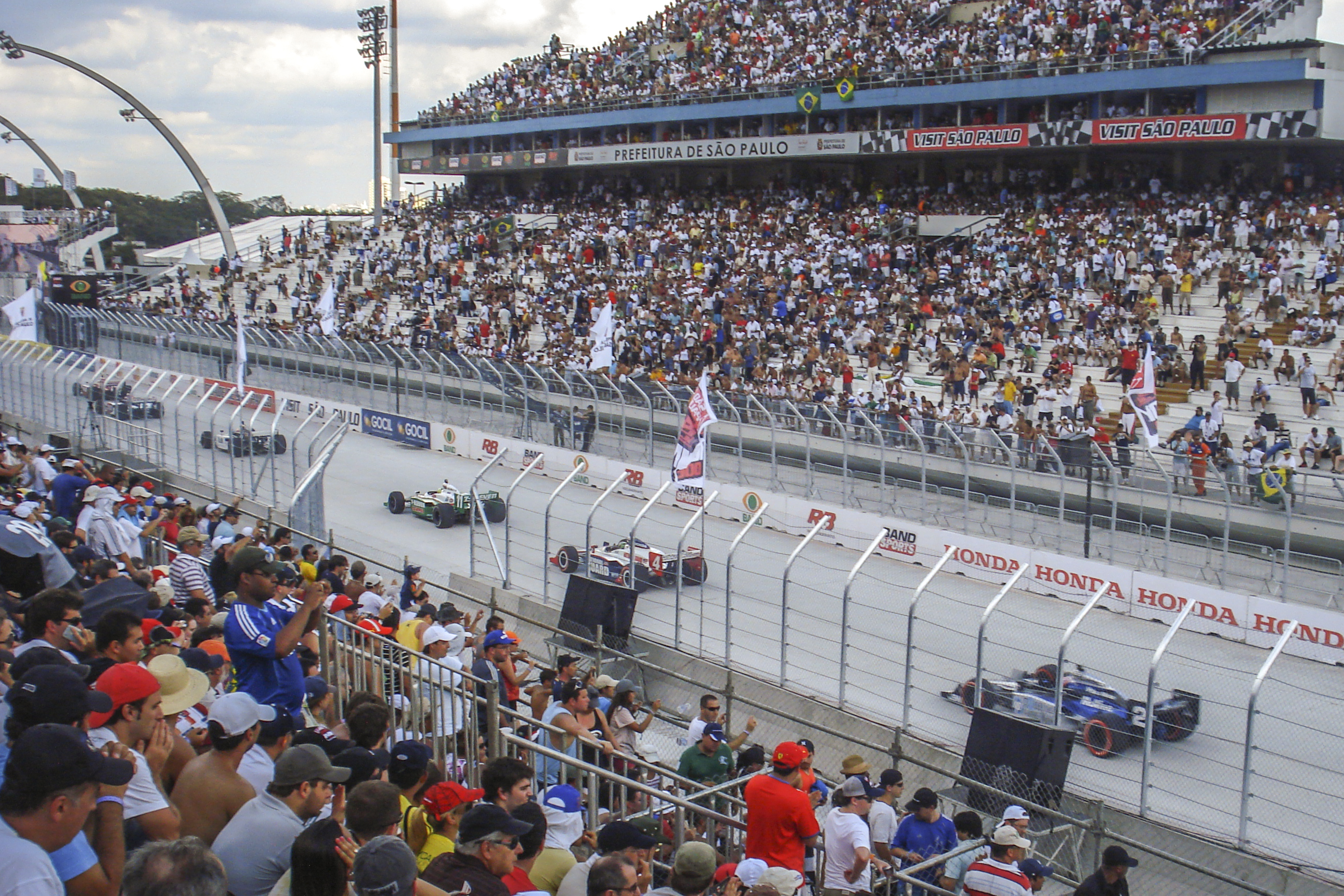
Indycars beim Debütlauf 2010 im Sambadrome

Das Rennen 2010 war das erste Rennen der IndyCar Series außerhalb von Nordamerika und Japan und das erste einer großen amerikanischen Monoposto-Rennserie seit dem CART-Rennen in Jacarepaguá 2000. Das erste Rennen auf der Strecke gewann Will Power.
Die Strecke verlief entlang des Anhembi Sambadrome und benutzte Teile des Marginal Tietê. Das Anhembi Convention Center, wo der Karneval von São Paulo stattfindet, befindet sich im Stadtbezirk (distrito) Santana.
Eine Besonderheit der Strecke war, dass die Boxengasse nicht parallel zur Start-Ziel-Geraden verlief, sondern nach der vierten Kurve positioniert war.

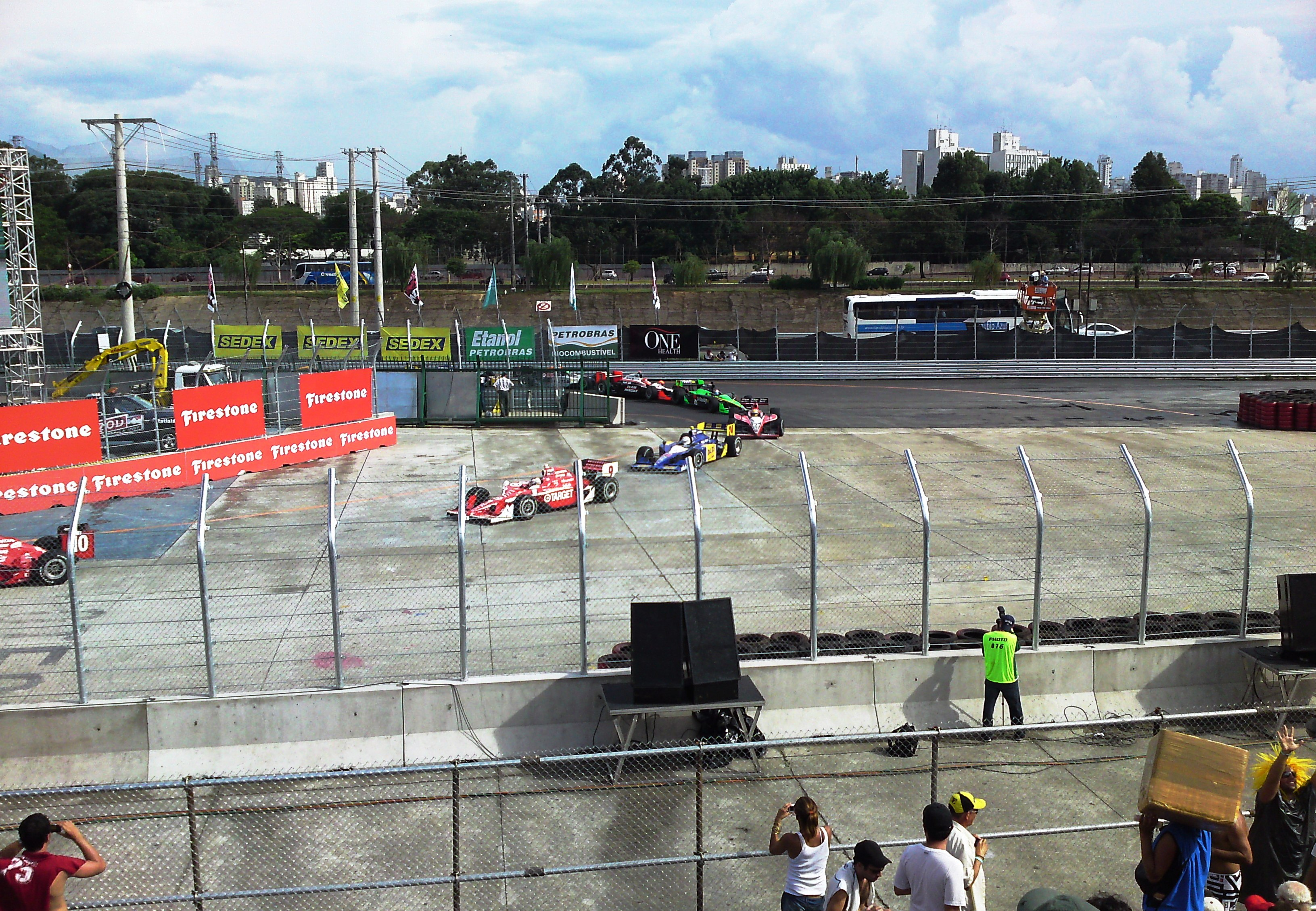
Spitzkehre des Kurses beim Indycarlauf 2010

Bereits 2014, 2018 und 2019 plante die Formel E Rennen in Brasilien. In ihrer Debütsaison wollte die Serie zunächst in Rio de Janeiro gastieren, später entwarf unter anderem Formel E-Pilot Lucas di Grassi Pläne für ein Rennen in São Paulo. Überlegungen für einen E-Prix in der Millionenstadt mussten zwischenzeitlich jedoch verworfen werden, nachdem Verzögerungen bei der Privatisierung des vorgesehenen Austragungsorts, dem Anhembi-Gelände, auftraten. Die finale Strecke wird allerdings ab 2023 dort führen. Unter anderem werden die Fahrer dabei durch das Anhembi Sambadrom fahren, das Teil des gleichnamigen Messegeländes und des Karnevals in São Paulo ist. Dabei wird es sich um eine abgewandelte Variante der ehemaligen IndyCar-Strecke handeln.